# The Brute Man
The Brute Man – amerykański film grozy z 1946 roku. Adaptacja opowiadania Dwighta V. Babcocka

## Fabuła[1]
Dwóch studentów walczy o względy pięknej dziewczyny. Jeden z nich, w wyniku nieudanego eksperyment chemicznego, zostaje trwale oszpecony. Postanawia się zemścić na tych, których obwinia o wypadek.

## Główne role[2]
- Rondo Hatton – Hal Moffat (The Creeper)
- Tom Neal – Clifford Scott
- Jan Wiley – Virginia Rogers Scott
- Jane Adams – Helen Paige
- Donald MacBride – M. J. Donelly, kapitan policji
- Jane Adams – Helen Paige
- Janelle Johnson –	Joan Bemis